# بني وكيل (حاسي بركان)
بني وكيل هي إحدى مشيخات المملكة المغربية، تتبع جغرافيا لإقليم الناظور وإداريًا لحاسي بركان. يقدر عدد سكانها بـ 16334 نسمة حسب الإحصاء الرسمي للسكان والسكنى لسنة 2004.